# Старый Вишневец
Старый Вишневец (укр. Старий Вишнівець) — село в Вишневецкой поселковой общине Кременецкого района Тернопольской области Украины.
До 2020 года входило в Збаражский район.
Код КОАТУУ — 6122488101. Население по переписи 2001 года составляло 1625 человек.

## Географическое положение
Село Старый Вишневец находится на правом берегу реки Горынь, выше по течению примыкает село Федьковцы, ниже по течению на расстоянии в 0,5 км расположено село Бодаки, на противоположном берегу — посёлок Вишневец.
Через село проходит автомобильная дорога М-19 (E 85).

## История
- 1395 год — дата основания.

## Объекты социальной сферы
- Школа.
- Дом культуры.
- Фельдшерско-акушерский пункт.